# Emanuel Pastreich
Emanuel Pastreich (cinese: 贝一明; coreana: 임마누엘 페스트라이쉬; giapponese: エマニュエル・パストリッチ; (Nashville, 16 ottobre 1964) è un docente statunitense attivo principalmente in Corea.
Pastreich è professore di ruolo alla Kyung Hee University e direttore dell' The Asia Institute a Seoul; è specializzato in letteratura classica dell'Asia estremo Orientale e in relazioni internazionali e tecnologia. Pastreich ha dichiarato la sua candidatura alla presidenza degli Stati Uniti come indipendente nel febbraio 2020 e continua la sua campagna, pronunciando numerosi discorsi che chiedono un approccio trasformativo alla sicurezza e all'economia.

## Biografia
Pastreich si diplomò dalla Lowell High School a San Francisco nel 1983. Iniziò i suoi studi universitari a Università di Yale, da cui si laureò con un B.A. in Cinese nel 1987; prima della laurea studiò alla Università Nazionale di Taiwan. Pastreich ottenne un M.A. in letterature comparate all'Università di Tokyo nel 1991, con la tesi di master's, Edo kôki bunjin Tanomura Chikuden: Muyô no shiga" (Il letterato del tardo Edo Tanomura Chikuden; L'Inutilità della Poesia e della Pittura), scritta interamente in giapponese. In seguito, ritornò negli Stati Uniti e nel 1998 ricevette il suo dottorato in East Asian studies ad Università di Harvard. Ha insegnato alla Università dell'Illinois (Urbana-Champaign), George Washington University, e Solbridge International School of Business. Pastreich è attualmente professore di ruolo al College of International Studies, Kyung Hee University.
Pastreich in passato ha lavorato come esperto in relazioni internazionali per il governatore della Chungnam Province, come esperto in relazioni estere nel gruppo di ricerca Daedeok Innopolis, e nel 2010 e nel 2012 ha servito nei comitati per l'amministrazione urbana e per gli investimenti stranieri per la città di Daejeon.
Pastreich è direttore di The Asia Institute, una think tank che conduce ricerca sull'intersezione tra relazioni internazionali, l'ambiente e la tecnologia in Asia orientale. In passato, ha servito come esperto in relazioni internazionali e investimenti stranieri per il governatore della provincia di Chungnam (2007-2008). Pastreich fu anche direttore della KORUS House (2005-2007), una think tank per relazioniinternazionali nella sede dell'ambasciata coreana a Washington, e il redattore capo di Dynamic Korea, una rivista del ministero degli esteri coreano il cui ruolo è presentare la cultura e la società coreane.
Ha scritto libri come The Novels of Park Jiwon: Translations of Overlooked Worlds, un'antologia di romanzi del maggiore autore della Corea tradizionale; The Visible Vernacular: Vernacular Chinese and the Emergence of a Literary Discourse on Popular Narrative in Edo Japan, uno studio della ricezionedella letteratura popolare cinese in Giappone; Life is a Matter of Direction, not Speed: A Robinson Crusoe in Korea, una descrizione delle sue esperienze in Corea, e Scholars of the World Speak out About Korea's Future, una serie di interviste sulla Corea odierna con illustri studiosi come Francis Fukuyama, Larry Wilkerson e Noam Chomsky.

## Pubblicazioni

### Libri
- The Novels of Park Jiwon: Translations of Overlooked Worlds (2011). Seoul: Seoul National University Press. ISBN 8952111761.
- The Visible Mundane: Vernacular Chinese and the Emergence of a Literary Discourse on Popular Narrative in Edo Japan (2011). Seoul: Seoul National University Press. ISBN 895211177X.
- (KO)  Insaeng eun sokudo anira banghyang ida: Habodeu baksa eui hanguk pyoryugi (Life is a Matter of Direction, Not of Speed: Records of a Robinson Crusoe in Korea) (2011). London: Nomad Books. ISBN 978-89-91794-56-6
- (KO)  Segye seokhak hanguk mirae reul mal hada (Scholars of the World Speak Out About Korea's Future) (2012). Seoul: Dasan Books. ISBN 978-89-6370-072-4